# Podmoklany
Podmoklany (en allemand : Podmoklan) est une commune du district de Havlíčkův Brod, dans la région de Vysočina, en République tchèque. Sa population s'élevait à 136 habitants en 2020.

## Géographie
Podmoklany se trouve à 7 km à l'est de Chotěboř, à 19 km au nord-est de Havlíčkův Brod, à 39 km au nord-nord-est de Jihlava et à 104 km à l'est-sud-est de Prague.
La commune est limitée par Sloupno et Slavíkov au nord, par Ždírec nad Doubravou à l'est, par Sobíňov au sud, et par Libice nad Doubravou et Bezděkov à l'ouest.

## Histoire
La première mention écrite de la localité date de 1242.